# 쿤탈라국

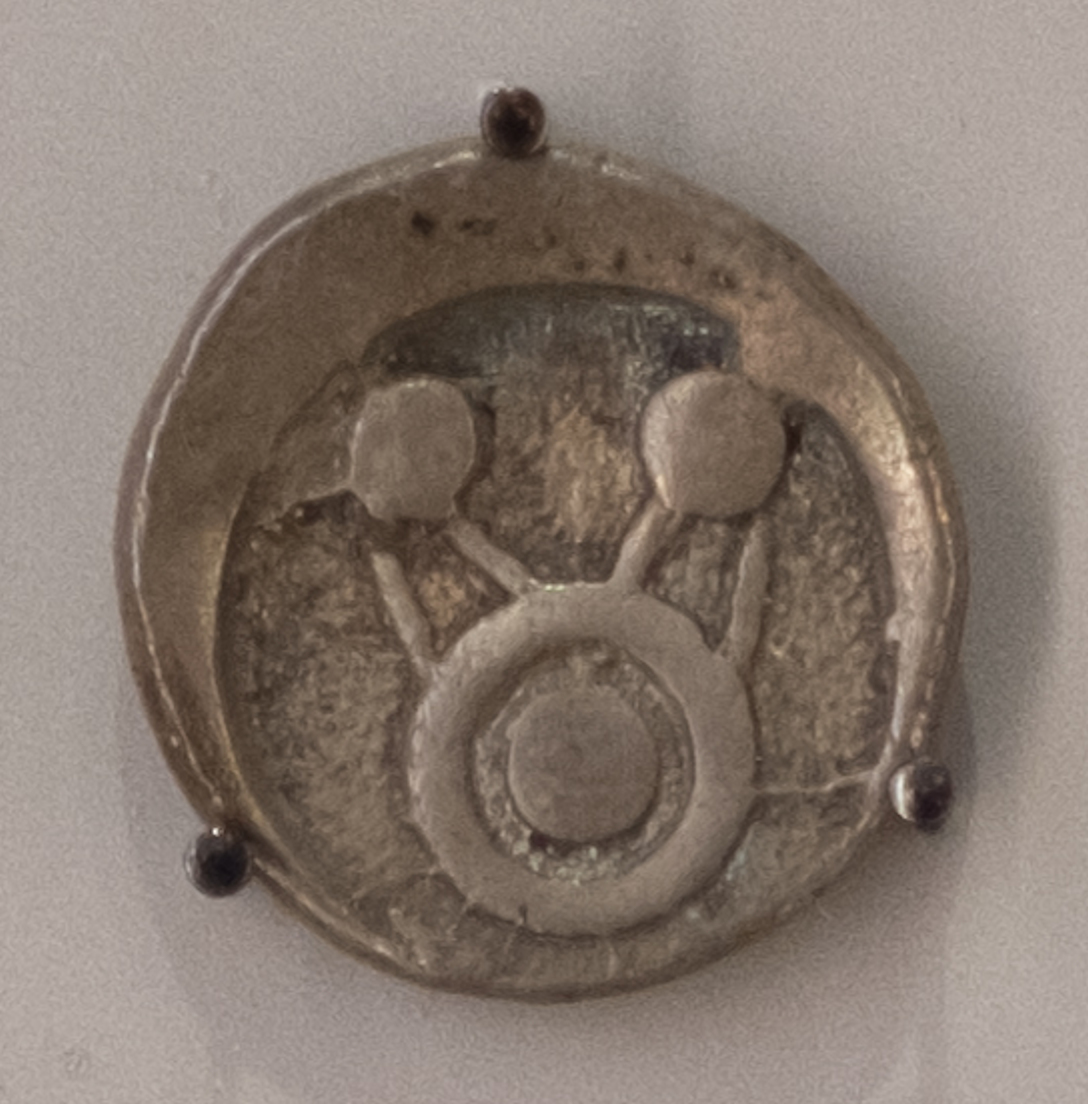
기원전 400-300년 쿤탈라 주화

쿤탈라국은 마이소르의 북서부와 봄베이주의 남부를 포함했던 고대 인도의 정치 지역이다. 쿤탈라 주화는 기원전 600-450년 경부터 발견된다. 쿤탈라는 서기 10세기부터 12세기까지 남인도의 한 지역을 형성했다 (다른 지역은 촐라, 체라, 판디아, 텔랑가나주, 안드라였다). 각 지역은 고유한 문화와 행정 시스템을 발전시켰다. 탈라군다 비문은 발리가비와 주변 지역을 쿤탈라의 일부로 언급한다. 아나바티 근처의 쿠바투루 비문은 쿠바투루를 쿤탈라나가라로 언급한다. 쿤탈라는 찰루키아 시대의 비문에서 세 위대한 나라 중 하나로 존경받는다.

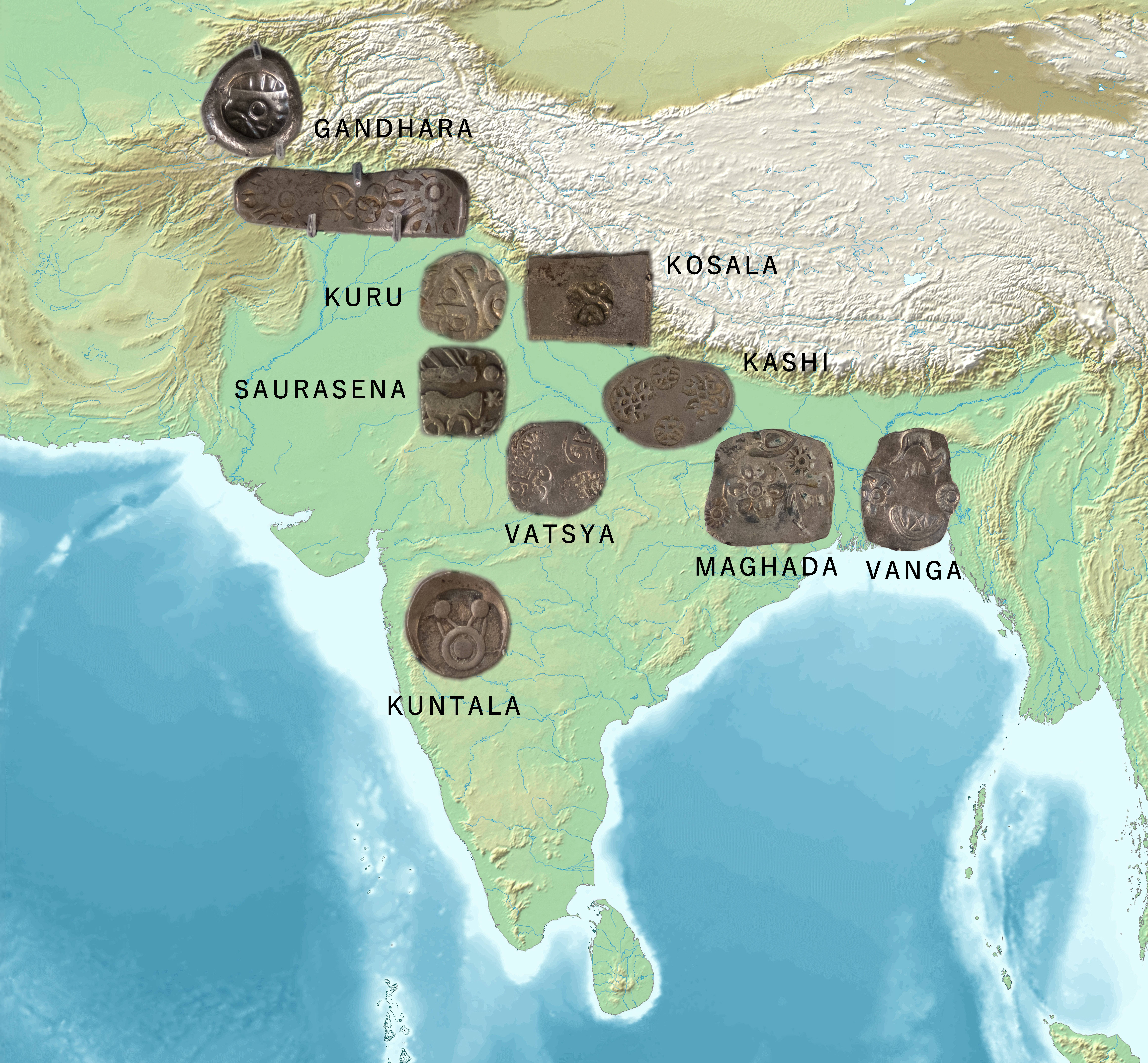
기원전 3-4세기 쿤탈라 지역의 고대 인도 주화를 보여주는 지도.

## 경전에서의 언급

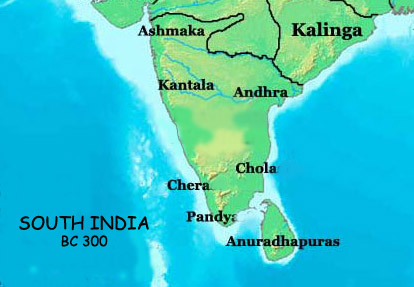
기원전 300년 남인도, 쿤탈라

칸나다 마하바라타는 아슈와메다 기간 동안 크리슈나와 아르주나가 쿤탈라를 방문했을 때 찬드라하사가 쿤탈라의 왕이었으며, 그는 아르주나와 함께 두 자녀를 추가 원정을 위해 보냈다고 언급한다.
구리판은 야다바 왕조가 나가를 가장 오래된 통치자로 언급한다. 라슈트라쿠타, 사타바하나, 바카타카, 찰루키아, 추투, 비슈누쿤디나가 석각과 구리판에 따르면 쿤탈라를 통치했다. 쿤탈라는 랏타파티와 동일시되는데, 이는 랏타의 정착지로 번역된다. 풀라케신 2세의 구리판은 그를 세 마하라슈트라의 왕으로 언급하는데, 쿤탈라가 그 마하라슈트라 중 하나였다 (나머지 둘은 비다르바와 99,000개 마을의 콘칸 지역이다).
칼리다사는 그의 작품에서 쿤탈라와 쿤탈라의 군주를 (쿤탈라나마디샤, 쿤탈라디파티, 쿤탈라디샤)로 언급한다.

## 대중문화
S. S. 라자몰리 감독의 영화 바후발리 2: 더 컨클루전의 여주인공 데바세나는 쿤탈라 왕국의 공주였다.